# Lucien Walter
Lucien Walter, nom de scène d'Eugène Lucien Alfred Bollender, est un acteur français, né le 5 février 1866 à Paris, ville où il est mort le 17 février 1945.

## Biographie
Lucien Walter naît le 5 février 1866 dans le 4e arrondissement; Il est le fils de Daniel Henri Bollender, gardien, et de Marie Anne Walter et a conservé le nom de sa mère comme nom sur scène.
Il meurt le 17 février 1945 au sein de l'Hôpital Sainte-Anne dans le 14e arrondissement de Paris.

## Filmographie
- 1908 : Le Baromètre du ménage, réalisation anonyme
- 1908 : Le Mouchoir de Marie, de Maurice de Féraudy et Jean Kolb (245 m)
- 1910 : Le Choix d'une fiancée, réalisation anonyme
- 1913 : Le Chevalier de Maison-Rouge, d'Albert Capellani (Durand)
- 1914 : Quatre-vingt-treize, d'Albert Capellani et André Antoine
- 1917 : Une nuit mouvementée, de Pierre Delcourt
- 1918 : La Mort des pirates, réalisation anonyme, film tourné en 10 époques
- 1932 : Un homme sans nom, de Gustav Ucicky et Roger Le Bon (le docteur Lederer)
- 1933 : Vive la compagnie, de Claude Moulins (M. de Charzay)
- 1934 : Incognito de Kurt Gerron
- 1934 : Les Nuits moscovites, de Alexis Granowsky (le médecin)
- 1934 : Si j'étais le patron, de Richard Pottier
- 1934 : Zouzou, de Marc Allégret
- 1935 : Veille d'armes, de Marcel L'Herbier
- 1936 : Tarass Boulba, d'Alexis Granowsky
- 1936 : Les Mutinés de l'Elseneur, de Pierre Chenal (un marin)
- 1936 : Vertige d'un soir, de Victor Tourjanski
- 1937 : Les Gens du voyage, de Jacques Feyder
- 1937 : J'accuse, d'Abel Gance
- 1937 : Orage, de Marc Allégret (Mortemart)
- 1938 : Adrienne Lecouvreur, de Marcel L'Herbier (l'huissier)
- 1938 : Un fichu métier, de Pierre-Jean Ducis
- 1939 : Ils étaient neuf célibataires, de Sacha Guitry (le maître d'hôtel de Margaret)
- 1941 : Ne bougez plus, de Pierre Caron (le vieux client)
- 1942 : L'Appel du bled, de Maurice Gleize (le chirurgien)
- 1945 : Les Enfants du paradis, de Marcel Carné, film tourné en deux époques

## Théâtre

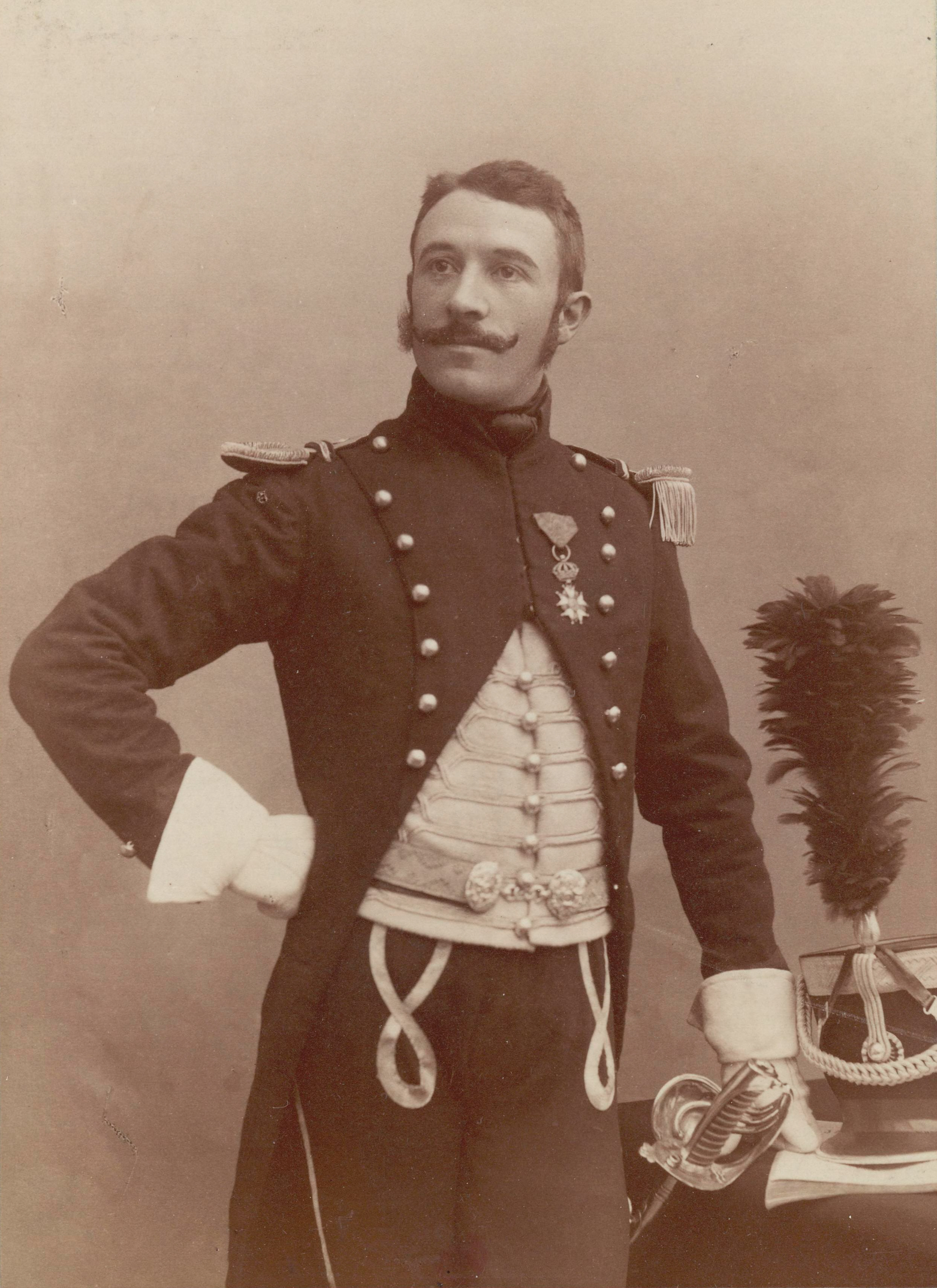
Lucien Walter en 1894, dans les Deux Patries par Nadar.

- 1895 : Les Deux Patries de Léon Hennique
- 1928 : La Princesse lointaine d'Edmond Rostand
- 1932 : Prenez garde à la peinture de René Fauchois, mise en scène de Pierre Juvenet